# 情慾 (歌曲)
〈情慾〉（英語："Erotica"）是美國女歌手瑪丹娜在1992年9月發行的歌曲，為她第五張錄音室專輯《情慾》（英語：Erotica）所發行的第一首同名單曲。〈情慾〉在英美兩地的單曲排行榜成績皆為第3名。

## 資料

### 歌曲簡介
〈情慾〉由瑪丹娜和老搭檔Shep Pettibone攜手譜寫製作，他們在1990年的〈風尚〉、〈證明我的愛〉和〈拯救我〉三首歌曲就已經合作過。專輯《情慾》在分級制度中屬於限制級作品，它推出的首支同名單曲〈情慾〉就是一首兒少不宜的情色大作。瑪丹娜在〈情慾〉中大膽釋放她內心底層最黑暗面，她要這首歌曲感覺是粗糙的、地下的、不是太精緻的，因此她和Shep Pettibone特地把唱片雜音也加入歌曲中。〈情慾〉的歌詞中充滿了性暗示，瑪丹娜也摒棄了昔日的唱法，用囈語哼吟的方式來詮釋這首作品，挑逗著聽眾的敏感神經。
〈情慾〉的音樂影片由時尚攝影師Fabien Baron執導，瑪丹娜在其中戴著牙飾與眼罩，手拿皮鞭揮舞扮演SM女王，並穿插許多她在拍攝寫真書《性》的鏡頭，以及其他性暗示的畫面。由於〈情慾〉的音樂影片涉及情色內容，被MTV台列為不適合普通觀眾，而在播放三次之後被禁播，這是瑪丹娜繼1990年〈證明我的愛〉之後，第二首在美國被禁播的MV。

### 商業成績
在〈情慾〉在發行之前，瑪丹娜預告推出的限制級專輯和寫真書就已造成媒體的話題焦點，因此〈情慾〉在一推出之後，首週進榜旋即坐上第13名，刷新了瑪丹娜歷年來單曲新進榜最高名次的紀錄，在第二週它更火速的竄升到第3名，但可惜後勁無力未能再向冠亞軍挺進，成了在告示牌單曲榜上的最高成績。〈情慾〉在榜內一共停留了18週，它也並未進入告示牌年終百大單曲榜內。〈情慾〉在英國單曲榜的成績也到達了第3名。